# Mesontoplatys offensus
Mesontoplatys offensus är en skalbaggsart som beskrevs av Rudolph Petrovitz 1967. Mesontoplatys offensus ingår i släktet Mesontoplatys och familjen Aphodiidae. Inga underarter finns listade i Catalogue of Life.